# دعاء الجوشن الصغير
دعاء الجوشن الصغير هو دعاء منقول عن الإمام موسى الكاظم ويجدي هذا الدعاء لدفع شر العدو والحفظ من البلاء. كتابة القرآن كله، ودعاء الجوشن الكبير والجوشن الصغير على الكفن من المستحبات.

## سند الدعاء
ذكره السيد ابن طاووس في مهج الدعوات والكفعمي في البلد الأمين والمجلسي في بحار الأنوار وزاد المعاد وهو منقول عن الإمام موسى الكاظم، إلا أنّ هناك اختلافاً ضئيلاً بين ما نقله الكفعمي وما نقله ابن طاووس.
ونقل الشيخ عباس القمي في مفاتيح الجنان الدعاء من كتاب البلد الأمين. بعد استشهاد الحسين بن علي صاحب فخ، أخذ الهادي يتوعّد الأحياء منهم، وهم بقتل آل الرسول ومنهم الإمام موسى الكاظم.
وكتب علي بن يقطين إلى الإمام بصورة الأمر فورد الكتاب، فلما أصبح أحضر أهل بيته وشيعته فأطلعهم على ما ورد عليه من الخبر فقال: ما تشيرون في هذا؟
فقالوا: نشير عليك ـ أصلحك الله ـ وعلينا معك أن تباعد شخصك عن هذا الجبّار وتغيّب شخصك دونه.
فتبسم الإمام ثم تمثّل ببيت كعب بن مالك أخا بني سلمة وهو:
زعمت سخينة أن ستغلب ربّها فليغلبنَّ مغالب الغلاب
وأقبل الإمام نحو القبلة ودعا بدعاء الجوشن الصغير المعروف الوارد عنه (عليه‌السلام) ثم قال (عليه‌السلام): «ـ وحرمة هذا القبر ـ قد مات في يومه هذا واللهو {إِنَّهُ لَحَقٌّ مِثْلَ مَا أَنَّكُمْ تَنْطِقُونَ} ».
قال الراوي: ثم قمنا إلى الصلاة وتفرّق القوم فما اجتمعوا إلاّ لقراءة الكتاب الوارد بموت الهادي والبيعة للرشيد.

## المضامين الدعاء
يتضمن دعاء الجوشن الصغير تسعة عشر مقطعا تبدأ هذه المقاطع بـ«الهي كم من»، «الهي وكم من» و«إلهي وسيدي وكم من» و«مولاي وسيدي وكم من» و«سيدي ومولاي وكم من» إلا أن المقطع الثامن عشر والتاسع عشر تختلف بدايتهما عن الباقي. وينتهي المقطع الأول إلى المقطع الثالث عشر وكذلك المقطع التاسع عشر بعبارة «واجعلني لنعمائك من الشاكرين ولالائك من الذاكرين» والمقطع الرابع عشر إلى المقطع السابع عشر يزيد على ما العبارة الآنفة الذكر«وارحمني برحمتك يا ارحم الراحمين» وفي المقطع الثامن عشر تحل عبارة «يا ارحم الراحمين» محل العبارات السابقة. ولا تخلو المقاطع التسعة عشر من الإشارة إلي المصائب والمشاكل والصعوبات التي يكابدها الإنسان المؤمن في الحياة الدنيا كما تذكر نعم الله تعالى وتنتهي المقاطع بالصلاة على محمد وآله الأطهار ويطلب من الله أن يجعله من الشاكرين والذاكرين لنعم الله تعالى.

## مقتطفات من الدعاء
«إِلهِي كَمْ مِنْ عَدُوٍّ انْتَضَىٰ عَلَيَّ سَيْفَ عَدَاوَتِهِ، وَشَحَذَ لِي ظُبَةَ مِدْيَتِهِ، وَأَرْهَفَ لِي شَبَا حَدِّهِ، وَدَافَ لِي قَوَاتِلَ سُمُومِهِ، وَسَدَّدَ إِلَيَّ (وَسَدَّدَ نَحْوِي) صَوَائِبَ سِهَامِهِ، وَلَمْ تَنَمْ عَنِّي عَيْنُ حِرَاسَتِهِ، وَأَضْمَرَ أَنْ يَسُوْمَنِي الْمَكْرُوْهَ، وَيُجَرِّعَنِي زُعَافَ مَرَارَتِهِ، فنَظَرْتَ (نَظَرْتَ) إِلَىٰ ضَعْفِي عَنِ احْتِمَالِ الْفَوَادِحِ، وَعَجْزِي عَنِ الانتصارِ مِمَّنْ قَصَدَنِي بِمُحَارَبَتِهِ، وَوَحْدَتِي فِي كَثِيرٍ مِمَّنْ نَاوَانِي، وَأَرْصَدَ لِي فِيمَا لَمْ اُعْمِلْ فِكْرِي فِي الإِرْصَادِ لَهُمْ بِمِثْلِهِ، فَأَيَّدْتَنِي بِقُوَّتِكَ وَشَدَدْتَ أَزْرِي بِنُصْرَتِكَ، وفَلَلْتَ لِي حَدَّهُ (شَبَا حَدِّهِ)، وَخَذَلْتَهُ بَعْدَ جَمْعِ عَدِيدِهِ وَحَشْدِهِ، وأَعْلَيْتَ كَعْبِي عَلَيْهِ، وَوَجَّهْتَ مَا سَدَّدَ إِلَيَّ مِنْ مَكَائِدِهِ إِلَيْهِ، وَرَدَدْتَهُ عَلَيْهِ، وَلَمْ يَشْفِ غَلِيلَهُ وَلَمْ تَبْرُدْ حَزَازَاتُ غَيْظِهِ، وَقَدْ عَضَّ عَلَىٰ أَنَامِلِهِ وَأَدْبَرَ مُوَلِّياً قَدْ أَخْفَقَتْ سَرَايَاهُ، فَلَكَ الْحَمْدُ يَا رَبِّ مِنْ مُقْتَدِرٍ لا يُغْلَبُ، وَذِي أَنَاةٍ لا يَعْجَلُ، صَلِّ عَلَىٰ مُحَمَّدٍ وَآلِ مُحَمَّدٍ، وَاجْعَلْنِي لِنَعْمَائِكَ مِنَ الشَّاكِرِينَ، وَلآلائِكَ مِنَ الذَّاكِرِينَ...»

## فوائدالدعاء
لم يذكر وقت معين لقراءة الدعاء إلا أن الفوائد المذكورة للدعاء كدفع شر الأعداء والحفظ من البلاء قد تدل على الأوقات الأفضل لقراءته.

## شرح الدعاء
شرح الشيخ إسماعيل أل عبد الجبار هذا الدعاء شرحا لغويا مع الاهتمام بالإعراب.

## استحباب الكتابة على الكفن
ورد الحديث عن الإمام الحسين في أن يكتب القرآن كله، والجوشن الصغير والجوشن الكبير على الكفن، والأولى أن لا يكتب بمحاذاة العورة وما دونها لئلاّ ينجس.

## الوصلات الخارجية
- استمع لصوت دعاء الجوشن الصغير
- * نص دعاء الجوشن الصغير